# 노벨 오픈 엔터프라이즈 서버

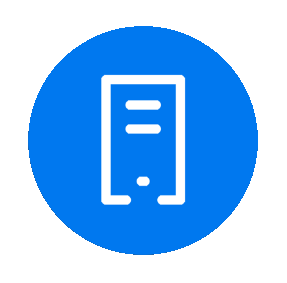

노벨 오픈 엔터프라이즈 서버(Novell Open Enterprise Server)(이하' 오픈 엔터프라이즈 서버')는 넷웨어의 후속 제품으로 네트워크 운영체제(NOS)이다. 2005년 3월에 처음 출시되었고, 현재 OES 2까지 나왔다.

## 소개
오픈 엔터프라이즈 서버(OES)는 기업에서 네트워크(파일, 프린트, 디렉터리. 클러스터링, 스토리지 관리, PKI, 웹 애플리케이션 등)를 통해 업무를 수행하기 위한 기본 인프라 솔루션 혹은 플랫폼입니다.

## 역사
- OES, 2005년 3월, 넷웨어(NetWare) 6.5 SP3와 수세리눅스 엔터프라이즈 서버(SLES) 9 SP1 포함.
  - OES SP1, 2005년 9월, 넷웨어(NetWare) 6.5 SP4와 수세리눅스 엔터프라이즈 서버(SLES) 9 SP2 포함.
  - OES SP2, 2006년 1월, 넷웨어(NetWare) 6.5 SP5와 수세리눅스 엔터프라이즈 서버(SLES) 9 SP3 포함.
- OES 2, 2007년 10월, 넷웨어(NetWare) 6.5 SP7와 수세리눅스 엔터프라이즈 서버(SLES) 10 SP1 포함.
  - OES 2 SP1, 2008년 12월.

## 같이 보기
- 수세 리눅스